# Tênis na Universíada de Verão de 2011
O tênis na Universíada de Verão de 2011 foi disputado no Longgang Tennis Center e no Centro de Tênis em Shenzhen, China

## Medalhistas

### Masculino
| Evento  | Ouro                                                     | Prata                                           | Bronze                                                         |
| ------- | -------------------------------------------------------- | ----------------------------------------------- | -------------------------------------------------------------- |
| Simples | KOR Lim Yong-Kyu                                         | RUS Teymuraz Gabashvili                         | BLR Siarhei Betau                                              |
| Simples | KOR Lim Yong-Kyu                                         | RUS Teymuraz Gabashvili                         | BLR Alaiksander Bury                                           |
| Dupla   | TPE Taipé Chinês Hsieh Cheng-peng Lee Hsin-Han           | BLR Bielorrússia Siarhei Betau Alaiksander Bury | ESP Espanha David Estruch Pedro Gimenez                        |
| Dupla   | TPE Taipé Chinês Hsieh Cheng-peng Lee Hsin-Han           | BLR Bielorrússia Siarhei Betau Alaiksander Bury | KOR Coreia do Sul Lim Yong-Kyu Seol Jae-min                    |
| Equipe  | KOR Coreia do Sul Lim Yong-Kyu Seol Jae-min Oh Dae-soung | BLR Bielorrússia Siarhei Betau Alaiksander Bury | TPE Taipé Chinês Lee Hsin-Han Hsieh Cheng-peng Huang Liang-chi |

### Feminino
| Evento  | Ouro                                                                      | Prata                                                              | Bronze                                   |
| ------- | ------------------------------------------------------------------------- | ------------------------------------------------------------------ | ---------------------------------------- |
| Simples | THA Nudnida Luangnam                                                      | THA Nungnadda Wannasuk                                             | RUS Ksenia Lykina                        |
| Simples | THA Nudnida Luangnam                                                      | THA Nungnadda Wannasuk                                             | KOR Yoo Mi                               |
| Dupla   | JPN Japão Shuko Aoyama Kotomi Takahata                                    | CHN China Guo Li Li Ting                                           | RUS Rússia Ksenia Lykina Marta Sirotkina |
| Dupla   | JPN Japão Shuko Aoyama Kotomi Takahata                                    | CHN China Guo Li Li Ting                                           | MEX México Valéria Pulido Letí Nazari    |
| Equipe  | THA Tailândia Nudnida Luangnam Nungnadda Wannasuk Varatchaya Wongteanchai | JPN Japão Shuko Aoyama Sachie Ishizu Hiroko Kuwata Kotomi Takahata | RUS Rússia Ksenia Lykina Marta Sirotkina |

### Misto
| Evento | Ouro                                        | Prata                                                  | Bronze                                                     |
| ------ | ------------------------------------------- | ------------------------------------------------------ | ---------------------------------------------------------- |
| Dupla  | TPE Taipé Chinês Chan Chin-wei Lee Hsin-han | BLR Bielorrússia Aliaksander Bury Sviatlana Pirazhenka | JPN Japão Shuko Aoyama Takuto Niki                         |
| Dupla  | TPE Taipé Chinês Chan Chin-wei Lee Hsin-han | BLR Bielorrússia Aliaksander Bury Sviatlana Pirazhenka | THA Tailândia Weerapat Doakmaiklee Varatchaya Wongteanchai |

## Quadro de medalhas
| Ordem | País              | Medalha de ouro | Medalha de prata | Medalha de bronze |    |
| ----- | ----------------- | --------------- | ---------------- | ----------------- | -- |
| 1     | THA Tailândia     | 2               | 1                | 1                 | 4  |
| 2     | KOR Coreia do Sul | 2               |                  | 2                 | 4  |
| 3     | TPE Taipé Chinês  | 2               |                  | 1                 | 3  |
| 4     | JPN Japão         | 1               | 1                | 1                 | 3  |
| 5     | BLR Bielorrússia  |                 | 3                | 2                 | 5  |
| 6     | RUS Rússia        |                 | 1                | 3                 | 4  |
| 7     | CHN China         |                 | 1                |                   | 1  |
| 8     | MEX México        |                 |                  | 3                 | 3  |
| 8     | ESP Espanha       |                 |                  | 1                 | 1  |
| TOTAL | TOTAL             | 7               | 7                | 12                | 26 |